# Бекс
Бекс (на немски: Beck's) е марка немска бира, която се произвежда от германската пивоварна „Beck & Co“ в гр.Бремен, Германия, която понастоящем е част от международната корпорация Anheuser-Busch InBev.

## История
През 1873 г. Лудер Рутенберг, Хайнрих Бек и Томас Май основават в Бремен пивоварна под името Kaiserbrauerei Beck & May o.H.G. През 1875 г. Томас Май напуска компанията и тя се преименува на Kaiserbrauerei Beck & Со o.H.G. Днес е позната като Brauerei Beck & Co. Логото на марката е огледален образ на герба на гр. Бремен.
През 2002 г. германската пивоварна е купена от белгийската компания Interbrew. През 2004 г. Interbrew и бразилската Ambev се сливат в нова компания, наречена InBev. В края на 2008 г. InBev и Anheuser-Busch се сливат в Anheuser-Busch InBev.
Повече от 140 г. Beck’s се прави по оригиналната си рецепта, в съответствие с изискванията на Закона за чистотата на бирата от 1516 г. В производството ѝ се използват два вида пролетен ечемик, мая, чиста кристална вода и хмел от Халертау, Южна Германия. Бирата се отличава с характерен светлозлатист цвят и свеж, леко горчив вкус. Beck’s е първата бира, която се продава в зелени бутилки.
Beck’s е немска бира № 1 по обем на износа и се продава в над 100 страни. Освен в Германия се произвежда по лиценз в множество страни – България, Австралия, Сърбия, Черна гора, Китай, Нигерия, Румъния, Турция, Русия, Украйна и др.
На българския пазар марката е част от портфолиото на „Каменица“ АД и е представена за първи път през 2005 г.

## Търговски асортимент
Търговския асортимент на Beck's включва няколко международни марки и няколко, които се произвеждат за германския пазар.

### Международни марки
- Beck's Pilsner – пилзнер с алкохолно съдържание 4,8 %, това е най-популярната експортна марка;
- Beck's Premium Light – лека светла бира с алкохолно съдържание 2,3 %;
- Beck's Dark – тъмна бира с алкохолно съдържание 4,8 %;
- Beck's Oktoberfest – специална сезонна светла бира с алкохолно съдържание 5 %;
- Beck's Non-alcoholic – безалкохолна бира с алкохолно съдържание 0,3 %;

'Марки за германския пазар:'
- Beck's Pils – пилзнер с алкохолно съдържание 4,9 %, класическа марка на германския пазар;
- Beck's Gold – премийна светла бира с алкохолно съдържание 4,9 %;
- Beck's Ice – айс бира с алкохолно съдържание 2,5 %;
- Beck's Level 7 – плодова бира с „лайм“ с алкохолно съдържание 2,5 %;
- Beck's Chilled Orange – плодова бира с „портокал“ с алкохолно съдържание 2,5 %;
- Beck's Green Lemon – плодова бира с „лимон“ с алкохолно съдържание 2,5 %;
- Beck's Alkoholfrei – безалкохолна Beck's за германския пазар;